# مکس امینی
مکس امینی (انگلیسی: Max Amini؛ زادهٔ ۲۰ سپتامبر ۱۹۸۱) یک هنرپیشه، کمدین، تولیدکننده و کارگردان ایرانی‌تبار اهل ایالات متحده آمریکا است. وی از پدری اصفهانی و مادری تبریزی است که پس از انقلاب ۱۳۵۷ ایران به ایالات متحده آمریکا مهاجرت کرده بودند.
امینی دانش‌آموخته، دانشگاه کالیفرنیا، لس‌آنجلس (UCLA) است. او به زبان فارسی، زبان ترکی و زبان انگلیسی تسلط کامل دارد.

## بازیگری
او همچنین بازیگر فیلم و سریال‌های متعددی از جمله قهرمانان، ذهن منیکا، رئال راب و crash بوده است.

## سبک کمدی
وی در اکثر استند آپ‌هایش تماشاگران را به صورت طنز با فرهنگ ایرانی آشنا می‌کند. بیشتر استندآپ‌های او به زبان انگلیسی است.
صحبت‌های مکس دربارهٔ استندآپ‌های خود: «کمدی من بیشتر بر اساس «مشاهداتم» است. من بداهه می‌گویم و از طریق برقراری ارتباط متقابل با تماشاچیان به بیان مسائل مربوط به رفتارها و تعاملات اجتماعی می‌پردازم. سبک کمدی من فراتر از مطالب از پیش آماده است. سبک من در لحظه و در موقعیتی که قرار گرفته‌ام تعریف می‌شود»

## در صدای آمریکا
او برای صدای آمریکا یک برنامه به زبان فارسی با عنوان دقایقی با مکس (Minutes with MAX) تهیه کرد که در تلویزیون صدای آمریکا پخش شد.